# Ambibarios
Los ambibarios (en latín, Ambibarii) eran un pueblo celta de la Galia, perteneciente al grupo armoricano. Su nombre latinizado indica que su territorio se situaba sobre las dos orillas de un curso de agua, sin que sea posible localizarlo con precisión. Dentro de la coalición de pueblos galos formada en el año 52 a. C. contra los romanos, los ambibarios aportaron un ejército de 20.000 guerreros.
Son conocidos por una mención de Julio César, dentro de sus Comentarios a la guerra de las Galias, donde aparecen al lado de los coriosolites, redones, cáletes, osismos, lemovices y los unelos (Libro VII.75.4). 
Es posible que sean el mismo pueblo que los ambiliatos, igualmente citados por César en el Libro III, 9.10.

## Wikisource
- Jules César, Commentaires sur la Guerre des Gaules, libro VII